# Betty Applewhite
Betty Applewhite è un personaggio della serie televisiva Desperate Housewives.

## Personaggio
Betty fa la sua apparizione nel finale della prima stagione, per poi apparire in tutta la seconda. Ha due figli, Matthew e Caleb, quest'ultimo affetto da ritardo mentale. Non si sa molto riguardo al marito di Betty, si presume che l'abbia abbandonata dopo la nascita di Caleb in quanto Matthew aveva attirato la curiosità della madre quando disse a Danielle Van de Kamp che era morto, infatti Betty chiede al figlio perché racconta sempre questa menzogna. Suona molto bene il pianoforte, ed è un'amante del giardinaggio. Durante la serie ha vissuto al 4351 di Wisteria Lane.
È la protagonista del mistero della seconda stagione, ma a causa della continuità dei fatti legati alla famiglia Young, Mike Delfino e Felicia Tilman, che si protraggono per tutto il corso della seconda stagione, il suo segreto passerà un po' in secondo piano.
È forse il protagonista più anonimo e riservato di tutta la serie, non avrà più nessun tipo di rapporto o legame con le protagoniste una volta lasciato il quartiere.
Neanche il figlio Matthew verrà ricordato nell'episodio finale della serie.

## Carattere
Betty è fortemente religiosa e animata da un forte senso del dovere. Appare come una persona riservata e non ama farsi mettere i piedi in testa dagli altri, inoltre è una donna molto punitiva. Ha dimostrato di avere molte cose in comune con Bree Van de Kamp, specialmente per via delle loro insicurezze sull'essere madre. Vuole molte bene a suo figlio Caleb e nonostante tutto lo ha sempre considerato un dono, infatti non lo ha mai rinchiuso in un istituto per via del fatto che secondo lei non gli darebbero le attenzioni che solo lei può offrirgli. Nonostante ami entrambi i suoi figli, ha ammesso di amare Caleb più di Matthew perché quest'ultimo, volendolo, sarebbe stato amato da altre persone, mentre Caleb sarebbe stato amato solo da lei.

## Antefatti
Betty viveva a Chicago con i suoi figli, Matthew frequentava una ragazza di nome Melanie Foster, una ragazza un po' frivola con la quale aveva un rapporto tira e molla. Durante una delle loro rotture Caleb, che ha sempre provato una forte attrazione per lei, decise di farsi avanti, ma lei lo respinse. In seguito Melanie viene ritrovata morta e Betty, pensando che sia stato Caleb, decide che il miglior modo per preteggerlo fosse quello di lasciare Chicago.
Nella prima apparizione della famiglia Applewhite, Matthew mente a Danielle dicendole che suo padre è morto. Poco dopo Betty gli dice in privato "bella scusa..." questo lascia una parentesi aperta sul padre della famiglia Applewhite.

## Nella serie
Betty si trasferisce da Chicago a Wisteria Lane, entrando nella nuova casa in piena notte insieme al figlio Matthew e nascondendo Caleb in un forziere, per poi rinchiuderlo nel seminterrato.
Nella prima puntata della seconda stagione, Betty accetta la proposta di Bree Van de Kamp di suonare al funerale di suo marito Rex, essendo stata una pianista di grande successo. Nel corso della stagione, Betty e Bree passano dei momenti di contrasto quando Bree scopre dell'esistenza di Caleb, e del fatto che Betty lo nasconde dalla polizia per via del fatto che è il maggior indiziato per l'omicidio di Melanie, e quindi cerca di sabotare il fidanzamento tra sua figlia Danielle e Matthew. In seguito, quando Caleb (ingannato da Matthew) aggredisce Danielle, Bree avverte Betty che chiamerà la polizia se lei continuerà a nasconderlo. Betty, appoggiata da Matthew, decide quindi di liberarsi di Caleb. Per questo porta Caleb in un parco lontano da Wisteria Lane per un picnic e avvelena il suo gelato con dei barbiturici. Prima di mangiarlo, però, Caleb si lascia sfuggire il fatto che sia stato Matthew a consigliargli di andare da Danielle. Betty gli impedisce di mangiare il gelato all'ultimo momento e quella stessa sera chiude Matthew nello scantinato. Tuttavia il ragazzo viene liberato da Danielle e fugge con lei.
Nell'ultima puntata della seconda stagione, Betty si prepara a traslocare di nuovo in piena notte insieme a Caleb, ma vengono fermati dalla polizia. Alla centrale, Betty scopre che in realtà è stato Matthew ad uccidere Melanie, e teme che possa capitare lo stesso anche a Danielle, infatti quando Matthew scoprì che Caleb aveva aggredito Melanie senza ucciderla, la ragazza minacciò di raccontare tutto alla polizia, a quel punto Matthew uccise Melanie per proteggere la propria famiglia. Betty telefona quindi a Bree (che ha deciso di ricoverarsi in una clinica psichiatrica dopo la fuga di Danielle) e la avverte. Quando torna a casa, Betty trova Matthew, che si allontana dopo averla minacciata con una pistola. A casa Van de Kamp, Bree blocca i due ragazzi ma Matthew punta la pistola contro di lei, minacciando di spararle se non si sposterà. Mentre sta per sparare a Bree, però, viene a sua volta colpito da un agente della SWAT, morendo. Betty Applewhite lascerà per sempre Wisteria Lane la mattina seguente con suo figlio Caleb.
Non verrà più vista nel corso della serie. Verrà citata un paio di volte nella terza stagione. 
Note: Betty è l'unico personaggio regolare della serie che non verrà né menzionato né visto nel periodo successivo al salto temporale di 5 anni avvenuto all'inizio della quinta stagione.